# Huis Spinelli
Het Italiaanse huis Spinelli is een adellijke familie, afkomstig uit Florence, die gedurende meer dan 500 jaar een prominente plaats innam in het middeleeuwse Italiaanse bankwezen.
In tegenstelling tot de de' Medici familie zijn ze niet zo bekend alhoewel ze hen zeker konden beconcurreren. De reden van de onbekendheid van het huis is omdat ze zich niet politiek bezighielden en dus ook geen echte machthebbers voortbrachten.
Hun familiekasteel, Palazzo Spinelli, staat nog steeds overeind en werd rond 1450 gebouwd in opdracht van Tomasso Spinelli, markies van Fuscaldo.

## Familie
De familie is verdeeld in verschillende takken met elk hun eigen titels. Vaak werden leden van verschillende zijtakken aan elkaar uitgehuwelijkt om zo de titels in de familie te kunnen houden. De verschillende takken zijn:
- Spinelli-Scalea
- Spinelli-Tarsia
- Spinelli-Savelli
- Spinelli-Fuscaldo (ook wel Spinelli-Barrile)
- Spinelli-San Giorgio
- Spinelli-Pitti

## Leden
Een klein fragment uit hun rijke stamboom.
- Giovanni-Battista Spinelli (†1505), eerste hertog van Cariati
  - Ferdinando Spinelli e Caracciolo, eerste hertog van Castrovillari, tweede hertog van Cariati, granprotonotario van Sicilië
    - Livia Spinelli
- Salvatore Spinelli († 5 oktober 1565), heer van Fuscaldo, later eerste markies van Fuscaldo (op 4 april 1565)
  - Giambattista Spinelli († 13 maart 1602), tweede markies van Fuscaldo
  - Muzio Spinelli († voor 1603), heer van Luzzi
    - Tommaso Spinelli, derde markies van Fuscaldo, Gran Giusitiero van het Koninkrijk
      - Giovanni-Battista Spinelli, vierde markies van Fuscaldo, hertog van Caivano
        - Tommaso Spinelli, vijfde markies van Fuscaldo
          - Maria Spinelli

        - Giuseppe Spinelli, kardinaal